# Параевка
Параевка (укр. Параївка) — село в Каменец-Подольском районе Хмельницкой области Украины.
Население по переписи 2001 года составляло 155 человек. Почтовый индекс — 32334. Телефонный код — 3849. Занимает площадь 0,505 км².

## Местный совет
32334, Хмельницкая обл., Каменец-Подольский р-н, с. Залесье Первое, ул. Ленина, 50